# Singleyrac
Singleyrac település Franciaországban, Dordogne megyében. Lakosainak száma 314 fő (2022. január 1.). Singleyrac Rouffignac-de-Sigoulès, Ribagnac, Sadillac, Razac-d’Eymet, Saint-Julien-Innocence-Eulalie, Sigoulès-et-Flaugeac és Flaugeac községekkel határos.

## Népesség
A település népessége az elmúlt években az alábbi módon változott:
| Lakosok száma | 129  | 127  | 164  | 301  | 312  | 290  | 269  | 297  | 311  | 314  |
|               | 1968 | 1982 | 1990 | 2006 | 2013 | 2015 | 2017 | 2019 | 2020 | 2022 |